# Austrotrachyleberis
Austrotrachyleberis is een geslacht van kreeftachtigen uit de klasse van de Ostracoda (mosselkreeftjes).

## Soort
- Austrotrachyleberis antarctica (Neale, 1967) Hartmann, 1988